# Audruicq
Audruicq é uma comuna francesa na região administrativa de Altos da França, no departamento de Pas-de-Calais. Estende-se por uma área de 14,44 km². Em 2010 a comuna tinha 5 495 habitantes (densidade: 380,5 hab./km²).